# Trójkąt Południowy
Trójkąt Południowy (łac. Triangulum Australe, dop. Trianguli Australis, skrót TrA) to mała, 83. co do wielkości, lecz wyraźna konstelacja nieba południowego. Nazwa wzięła się z faktu, że gwiazdy tej konstelacji układają się w kształt prawie równobocznego trójkąta. Liczba gwiazd dostrzegalnych nieuzbrojonym okiem: około 20. W Polsce niewidoczny. Mimo że jest mniejszy od swojego odpowiednika na półkuli północnej, to zawiera jaśniejsze gwiazdy. Jest łatwo rozpoznawalnym układem trzech gwiazd. Leży w obrębie Drogi Mlecznej, niedaleko jasnych gwiazd: Alfa (α) i Beta (β) Centauri.
Istnieje również gwiazdozbiór nieba północnego o nazwie Trójkąt (łac. Triangulum).

## Historia
Gwiazdy konstelacji leżą zdecydowanie za daleko na południe, by starożytni astronomowie mogli je łatwo zobaczyć. Być może pierwszym Europejczykiem, który zwrócił uwagę na te gwiazdy, był włoski odkrywca i kartograf Amerigo Vespucci, który w latach 1499–1502 odkrywał wschodnie wybrzeża Ameryki Południowej.

Trójkąt Południowy jest najmniejszym z dwunastu gwiazdozbiorów rozpoznanych w XVI w. przez holenderskich nawigatorów Pietera Dikszoona Keysera i Fredericka de Houttmana podczas badań Indii Wschodnich. Petrus Plancius zamieścił konstelację na globusie nieba z 1598 roku, ale była to inna grupa gwiazd niż te, które opisali Keyser i Houtman. Został opisany po raz pierwszy w Uranometrii Johanna Bayera w roku 1603 i należy do 88 gwiazdozbiorów rozróżnianych współcześnie. Niewiele brakowało, aby jego żywot okazał się bardzo krótki. W XVII w. pisarz holenderski Pieter Cäsius zaproponował, by trzy tworzące Trójkąt gwiazdy nazwać imionami patriarchów: Abrahama, Izaaka i Jakuba. Nazwy nie przyjęły się, ale gwiazdy Trójkąta ciągle jeszcze nazywane są Gwiazdami Patriarchów.
Francuski astronom Nicolas-Louis de Lacaille w 1756 roku przedstawił konstelację jako poziomicę z dołączonym pionem i umieścił w jej pobliżu dwa inne gwiazdozbiory wyobrażające przyrządy miernicze – Cyrkiel i Węgielnicę. Nazwał ją le Triangle Austral ou le Niveau. Interpretacja Lacaille’a nie przyjęła się i konstelacja wróciła do pierwotnej nazwy.

## Gwiazdy Trójkąta Południowego
Gwiazdozbiór, jeden z dwóch trójkątów na niebie, jest łatwiejszy do znalezienia niż jego odpowiednik z półkuli północnej.
- Wyraźnie jasnopomarańczowa Atria (α TrA, Alfa Trianguli Australis), to 41. pod względem jasności gwiazda na niebie. Olbrzym znajduje się w odległości około 415 lat świetlnych od Ziemi. Jest siedem razy masywniejszy od Słońca, a jego całkowita jasność niemal 5000 razy większa[1]. Aktywność gwiazdy w paśmie rentgenowskim, nietypowa jak na gwiazdę tego typu, wskazuje na możliwość obecności niewidocznego towarzysza w odległości 50 au[4].
- Druga co do jasności, leżąca w odległości 40 lat świetlnych, Beta TrA jest białą gwiazdą o podobnej jasności co Atria[1][5]. Ma słabo świecącego towarzysza odległego o 155 sekund łuku[4].
- Trzecia co do jasności i wieńcząca Trójkąt Południowy Gamma TrA jest niebieskobiałym karłem znajdującą się w odległości 183 lat świetlnych[5]. Wyróżnia się znaczną prędkością rotacji wynoszącą 199 kilometrów na godzinę[4].
- Kolejne co do jasności gwiazdy to Delta, Epsilon i Zeta Trianguli Australis[4].
- Układ Jota Trianguli Australis. Składnik główny jest gwiazdą spektroskopową podwójną o okresie około 40 dni, a dalej w odległości 20″ znajduje się trzeci składnik układu[4].
- Gwiazda zmienna X TrA nieregularnie zmienia jasność w zakresie od 5,03 do 6,05m, ale czasami blednie do dziewiątej wielkości gwiazdowej. Ciemnoczerwony obiekt należy do klasy gwiazd węglowych i jest olbrzymem o średnicy 400 razy większej od Słońca. Obserwowana temperatura gwiazdy to zaledwie 2700 K[4].
- Inną ciekawą gwiazdą zmienna jest gwiazda kataklizmiczna EK TrA. Należy do podklasy nowych karłowatych typu SU UMa. EK TrA zazwyczaj ma jasność zaledwie 16,7 m, ale co jakiś czas dochodzi do wybuchu i pojaśnienia do 12,1m[4].

Zachodni kraniec konstelacji graniczy z Drogą Mleczną. Podczas oglądania tego obszaru za pomocą lornetki lub teleskopu można ujrzeć mnóstwo gęsto upakowanych bladych gwiazd.

## Interesujące obiekty
- NGC 6025 to najjaśniejsza gromada otwarta położona przy granicy z Węgielnicą w odległości 2700 lat świetlnych od Ziemi. Składa się z około stu gwiazd. Za jej nowożytnego odkrywcę uważa się Lacaille’a[4].
- NGC 5979 mgławica planetarna jest widoczna w 15-centymetrowym teleskopie jako mały jasny wodnisty dysk. Obserwatorowi wydaje się, że jest tam niezliczona ilość gwiazd[1]. Położona jest kilka stopni na zachód od NGC 6025 i znajduje się w odległości 11,7 tysięcy lat świetlnych[4].
- NGC 5844 większa, ale jest nieco bledszą mgławicą planetarną. W 20-centymetrowym teleskopie zobaczymy ją jako półprzezroczystą szarawą, lekko owalną mgiełkę.
Trójkąt Południowy zawiera liczne galaktyki, ale są to obiekty małe i bardzo blade.
- Para galaktyk ESO 69-6: na zdjęciach wykonanych przez Kosmiczny Teleskop Hubble’a widać zniekształcenie galaktyk odzierających się z gwiazd, pyłu i gazu w wyniku wzajemnej interakcji w parach[4].